# Eve Cone
Eve Cone är ett berg i Kanada.   Det ligger i provinsen British Columbia, i den centrala delen av landet, 3 900 km väster om huvudstaden Ottawa. Toppen på Eve Cone är 729 meter över havet.
Terrängen runt Eve Cone är huvudsakligen kuperad, men åt sydost är den bergig. Trakten runt Eve Cone är nära nog obefolkad, med mindre än två invånare per kvadratkilometer.. Det finns inga samhällen i närheten.
I omgivningarna runt Eve Cone växer i huvudsak barrskog.